# Ruine Schalun
Die Ruine Schalun (auch Wildschloss genannt) ist die Ruine einer Höhenburg im Gemeindegebiet von Vaduz, dem Hauptort des Fürstentums Liechtenstein.

## Lage
Die Ruine Schalun ist auf einer Felsterrasse rund einen Kilometer nordöstlich sowie knapp 400 Meter über dem Ortszentrum von Vaduz gelegen. Die kleine, fast baumfreie Ebene wird im Westen durch steile Berghänge vom Rheintal abgegrenzt und in Richtung Osten erhebt sich das Rätikon der Zentralalpen.

## Geschichte
Die erste Bauphase der Burg wird spätestens auf Ende des 12. Jahrhunderts datiert. Der Name Schalun wird dabei erstmals 1237 bei einer Schenkung erwähnt. Im 13. Jahrhundert wurde die Anlage ausgebaut und mit stärkeren Mauerwerken und zusätzlichen Bauten versehen. Aufgrund nur spärlicher Funde wird heute davon ausgegangen, dass die Burg in späterer Zeit geräumt wurde und anschliessend niedergebrannt worden war. Im 18. Jahrhundert kam die Burgruine in den Besitz des Landesfürsten und wurde schliesslich der Gemeinde Vaduz übergeben. Nach 53 Jahren Privatbesitz verkaufte die Burganlage 1933 der Wiener Hofrat Julius Bankó an die Gemeinde Vaduz.

## Erhaltungszustand
Heute sind noch weite Teile der Kernbauten der Burg erhalten: Der Palas besitzt teilweise mehr als zwei Meter dicke Mauern und bis zu zehn Meter hohe Gebäudereste. Aufgrund von Negativen der Holzbalken lassen sich an diesen Stellen mindestens zwei Geschosse nachweisen. Vom Bergfried sind die Süd- und Westwand erhalten, wobei die Südwand mit bis zu drei Meter hohen Mauerresten wesentlich besser erhalten ist.